# Linux-HA
O projecto Linux-HA (High-Availability Linux) incide na pesquisa e implementação de soluções de alta disponibilidade (clustering) para GNU/Linux, FreeBSD, OpenBSD, Solaris e Mac OS X.
A principal componente deste projecto, em evolução, é o heartbeat que funciona como gestor do cluster e dos seus recursos. Como o nome indica, a sinalização da presença (ou ausência) de contacto com os nodos do cluster faz-se mediante o envio de pequenos pacotes (heartbeats, batimentos cardíacos) dirigidos a todos os nodos do cluster, cuja confirmação de recepção por parte de cada nodo indica o estado desse nodo.